# Kruiden

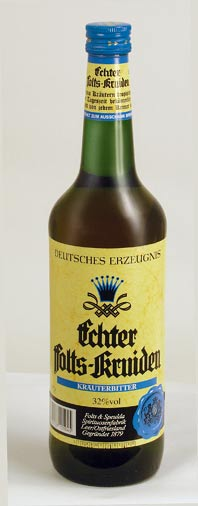
Echter Folts-Kruiden

Kruiden (ostfriesisch / ndl. „Kräuter“) ist ein Kräuterbitter, der von verschiedenen Herstellern im ostfriesischen Leer hergestellt wird. Der aus Naturkräutern erstellte Kruiden mit 30 oder 32 Vol.-% erfreut sich im ostfriesischen, emsländischen und teilweise auch nordwestdeutschen Raum großer Beliebtheit. Er wird vor allem vor und nach schwerem und üppigem Essen beispielsweise aus der ostfriesischen Küche getrunken, auch wenn der Alkohol keine physiologischen Auswirkungen auf die Verdauung hat.